# Казахстан на Зимским олимпијским играма 2010.
Казахстану је ово пето учествовање на Зимским олимпијским играма. На Играма 2010. у Ванкуверу у Британској Колумбији у Канади, Казахстан је представљало 37 такмичара (21 мушкарац и 16 жена) који су се такмичили у 8 спортова.
Заставу Казахстана на церемонији отварања носио је биатлонац Дијас Кенешев, а на затварању такмичар у скијашком трчању Алексеј Полторанин.
У укупном пласману Казахстан је заузео 25. место са освојеном једном сребрном медаљом. 

## Освајачи медаља

### Сребро
- Јелена Хрусталева — Биатлон, 15 километара појединачно

## Учесници по спортовима
| Спорт                           | Мушкарци | Жене | Укупно |
| ------------------------------- | -------- | ---- | ------ |
| Алпско скијање                  | 1        | 1    | 2      |
| Биатлон                         | 5        | 4    | 9      |
| Брзо клизање                    | 3        | 1    | 4      |
| Брзо клизање на кратким стазама | 1        | 0    | 1      |
| Скијашки скокови                | 2        | 0    | 2      |
| Скијашко трчање                 | 5        | 6    | 11     |
| Слободно скијање                | 2        | 4    | 6      |
| Уметничко клизање               | 2        | 0    | 2      |
| Укупно(8)                       | 21       | 16   | 37     |

## Алпско скијање

### Жене
| Људмила Федотова | Спуст                | 2:01,58       | +17,39        | 36 / 37 (45)  |
| Људмила Федотова | Велеслалом           | Није завршила | Није завршила | Није завршила |
| Људмила Федотова | Супервелеслаломлалом | 1:31,43       | +11,29        | 38 / 38 (53)  |

### Мушкарци
| Такмичар        | Дисциплина       | Резултати    | Резултати    | Резултати | Резултати | Резултати             |
| Такмичар        | Дисциплина       | 1. трка      | 2. трка      | Укупно    | Заостатак | Пласман/учес. (укуп.) |
| --------------- | ---------------- | ------------ | ------------ | --------- | --------- | --------------------- |
| Игор Закурдајев | Спуст            |              |              | 1:59,80   | +5,49     | 50 / 59 (64)          |
| Игор Закурдајев | Слалом           | 54,41 (43)   | 58,40 (38)   | 1:52,81   | +13,49    | 38 / 48 (102)         |
| Игор Закурдајев | Велеслалом       | 1:24,50 (57) | 1:26,86 (52) | 2:51,36   | 13,53     | 51 / 81 (103)         |
| Игор Закурдајев | Супервелеслалом  |              |              | 1:36,97   | +6,63     | 43 / 45 (64)          |
| Игор Закурдајев | Суперкомбинација | 1:58,95 (42) | 57,25 (34)   | 2:56,20   | +11,28    | 33 / 34 (52)          |

## Биатлон

### Жене
| Такмичарка                                                      | Дисциплина    | Резултати                                 | Резултати                                                   | Резултати    | Резултати             |
| Такмичарка                                                      | Дисциплина    | Време                                     | Промашаји                                                   | Заостатак    | Пласман/учес. (укуп.) |
| --------------------------------------------------------------- | ------------- | ----------------------------------------- | ----------------------------------------------------------- | ------------ | --------------------- |
| Ана Лебедева                                                    | Спринт        | 22:15,1                                   | 2 (0+2)                                                     | +2:19,5      | 52 / 88 (89)          |
| Ана Лебедева                                                    | Потера        | 34:49,8                                   | 2 (0+0+0+2)                                                 | +4:33,8      | 44 / 57 (60)          |
| Ана Лебедева                                                    | Појединачно   | 44:36,3                                   | 2 (1+0+0+1)                                                 | +3:43,5      | 38 / 86 (87)          |
| Јелена Хрусталева                                               | Спринт        | 20:20,4                                   | 0 (0+0)                                                     | +24,8        | 5 / 88 (89)           |
| Јелена Хрусталева                                               | Потера        | 31:42,1                                   | 3 (1+0+1+1)                                                 | +1:26,1      | 11 / 57 (60)          |
| Јелена Хрусталева                                               | Појединачно   | 41:13,5                                   | 0 (0+0+0+0)                                                 | +20,7        | 2                     |
| Јелена Хрусталева                                               | масовни старт | 39:01,3                                   | 5 (2+2+1+0)                                                 | +3:41,7      | 27 / 30 (30)          |
| Марина Лебедева                                                 | Спринт        | 22:27,0                                   | 1 (0+1)                                                     | +2:31,4      | 58 / 88 (89)          |
| Марина Лебедева                                                 | Потера        | престигнута за круг                       | 5 (1+2+2+ )                                                 | Нема пласман | Нема пласман          |
| Марина Лебедева                                                 | Појединачно   | 48:04,9                                   | 3 (0+0+2+1)                                                 | +7:12,1      | 71 / 86 (87)          |
| Љубов Филимонова                                                | Спринт        | 22:44,4                                   | 2 (1+1)                                                     | +2:48,8      | 67 / 88 (89)          |
| Љубов Филимонова                                                | Појединачно   | 46:45,4                                   | 3 (0+1+1+1)                                                 | +5:52,6      | 57 / 86 (87)          |
| Јелена Хрусталева Ана Лебедева Љубов Филимонова Марина Лебедева | штафета       | 1:13:42,9 17:42,1 18:00,8 18:52,6 19:07,4 | 9 (0+4 0+5) 1 (0+0 0+1) 2 (0+1 0+1) 3 (0+1 0+2) 3 (0+2 0+1) | +4:06,6      | 14 / 19 (19)          |

### Мушкарци
| Такмичар                                                          | Дисциплина  | Резултати                                 | Резултати                                                    | Резултати | Резултати             |
| Такмичар                                                          | Дисциплина  | Време                                     | Промашаји                                                    | Заостатак | Пласман/учес. (укуп.) |
| ----------------------------------------------------------------- | ----------- | ----------------------------------------- | ------------------------------------------------------------ | --------- | --------------------- |
| Јан Савицки                                                       | Спринт      | 26:35,2                                   | 1 (1+0)                                                      | +2:27,4   | 39 / 87 (88)          |
| Јан Савицки                                                       | Потера      | 35:49,6                                   | 1 (0+0+1+0)                                                  | +2:11,2   | 27 / 59 (60)          |
| Јан Савицки                                                       | Појединачно | 55:07.3                                   | 5 (0+1+2+2)                                                  | 6:14,2    | 44 / 88 (88)          |
| Александар Червиков                                               | Спринт      | 27:09,9                                   | 3 (1+2)                                                      | +3:02,1   | 51 / 87 (88)          |
| Александар Червиков                                               | Потера      | 37:30.5                                   | 3 (1+0+1+1)                                                  | +3:52,1   | 49 / 59 (60)          |
| Александар Червиков                                               | Појединачно | 53:53,1                                   | 4 (0+0+0+4)                                                  | +5:30,6   | 50 / 87 (88)          |
| Дијас Кенешев                                                     | Спринт      | 28:04,6                                   | 1 (0+1)                                                      | +3:56,8   | 72 / 87 (88)          |
| Дијас Кенешев                                                     | Појединачно | 56:27,0                                   | 6 (1+1+2+2)                                                  | 9:34,2    | 81 / 88 (88)          |
| Николај Брајченко                                                 | Спринт      | 28:52,0                                   | 3 (1+2)                                                      | +4:44,2   | 84 / 87 (88)          |
| Александар Трифонов                                               | Појединачно | 55:53,1                                   | 4 (2+1+1+0)                                                  | +7:30,6   | 69 / 88 (88)          |
| Александар Червиков Јан Савицки Дијас Кенешев Александар Трифонов | штафета     | 1:30:31,1 21:08,9 22:23,1 24:10,2 22:48,9 | 17 (2+6 2+7) 4 (0+1 0+3) 6 (2+3 0+1) 6 (0+1 2+3) 1 (0+1 0+0) | +8:53,0   | 18 / 19 (19)          |

## Брзо клизање
| Такмичар/ка       | Дисциплина       | 1. трка | 1. трка | 2. трка | 2. трка | Укупно  | Заостатак | Пласман/учес. (укуп.) |
| Такмичар/ка       | Дисциплина       | Време   | Пласман | Време   | Пласман | Укупно  | Заостатак | Пласман/учес. (укуп.) |
| ----------------- | ---------------- | ------- | ------- | ------- | ------- | ------- | --------- | --------------------- |
| Дмитриј Бабенко   | 5.000 м мушкарци |         |         | 6:31,19 | 15      | 6:31,19 | +16,59    | 15 / 27 (28)          |
| Риоман Креч       | 500 м мушкарци   | 36,26   | 35      | 36,27   | 32      | 72,53   | +2,71     | 34 / 38 (39)          |
| Риоман Креч       | 1.000 м мушкарци |         |         | 1:11,26 | 28      | 1:11,26 | +2,33     | 28 / 38 (38)          |
| Денис Кузин       | 1.000 м мушкарци |         |         | 1:10,88 | 23      | 1:10,88 | +1.94     | 23 / 38 (38)          |
| Денис Кузин       | 1.500 м мушкарци |         |         | 1:49,05 | 23      | 1:49,05 | +3,48     | 23 / 37 (37)          |
| Јекатерина Ајдова | 500 м жене       | 39,02   | 19      | 39,116  | 22      | 78,140  | +2,05     | 18 / 35 (36)          |
| Јекатерина Ајдова | 1.000 м жене     |         |         | 1:17,85 | 16      | 1:17,85 | +1,29     | 16 / 35 (36)          |
| Јекатерина Ајдова | 1.500 м жене     |         |         | 2:02,81 | 29      | 2:02,81 | +5,92     | 29 / 36 (36)          |

## Брзо клизање на кратким стазама
| Такмичар        | Дисциплина       | Квалификације   | Квалификације   | Четвртфинале         | Четвртфинале         | Полуфинале           | Полуфинале           | Б финале             | Б финале             | Финале               | Финале               | Позиција             |
| Такмичар        | Дисциплина       | Време           | Позиција        | Време                | Позиција             | Време                | Позиција             | Време                | Позиција             | Време                | Позиција             | Позиција             |
| --------------- | ---------------- | --------------- | --------------- | -------------------- | -------------------- | -------------------- | -------------------- | -------------------- | -------------------- | -------------------- | -------------------- | -------------------- |
| Ајидар Бекжанов | 500 м мушкарци   | Дисквалификован | Дисквалификован | Није се квалификовао | Није се квалификовао | Није се квалификовао | Није се квалификовао | Није се квалификовао | Није се квалификовао | Није се квалификовао | Није се квалификовао | Није се квалификовао |
| Ајидар Бекжанов | 1.000 м мушкарци | 1:26,536        | 4 у групи       | Није се квалификовао | Није се квалификовао | Није се квалификовао | Није се квалификовао | Није се квалификовао | Није се квалификовао | Није се квалификовао | Није се квалификовао | Није се квалификовао |

## Скијашки скокови
| Такмичар         | Дисциплина                    | Квалификације | Квалификације | Финале               | Финале               | Финале               | Финале               | Финале               | Финале               |
| Такмичар         | Дисциплина                    | Резултат      | Пласман       | 1 серија             | 1 серија             | 2 серија             | 2 серија             | Укупно               | Место                |
| Такмичар         | Дисциплина                    | Резултат      | Пласман       | Резултат             | Пласман              | Резултат             | Пласман              | Укупно               | Место                |
| ---------------- | ----------------------------- | ------------- | ------------- | -------------------- | -------------------- | -------------------- | -------------------- | -------------------- | -------------------- |
| Николај Карпенко | мала скакаоница појединачно   | 114,5         | 31 (КВ)       | 113,0                | 30                   | 116,0                | 25                   | 229,0                | 29                   |
| Николај Карпенко | велика скакаоница појединачно | 100,2         | 41            | Није се квалификовао | Није се квалификовао | Није се квалификовао | Није се квалификовао | Није се квалификовао | Није се квалификовао |
| Алексеј Королев  | мала скакаоница појединачно   | 116,0         | 29 (КВ)       | 105,0                | 44                   | Није се квалификовао | Није се квалификовао | 105,0                | 44                   |
| Алексеј Королев  | велика скакаоница појединачно | 109,3         | 32 (КВ)       | 79,8                 | 39                   | Није се квалификовао | Није се квалификовао | 79,8                 | 39                   |

## Скијашко трчање

### Жене
| Такмичарка                                                              | Дисциплина       | Резултат                                | Резултат  | Резултат               |
| Такмичарка                                                              | Дисциплина       | Време                                   | Заостатак | Пласман /учес. (укуп.) |
| ----------------------------------------------------------------------- | ---------------- | --------------------------------------- | --------- | ---------------------- |
| Оксана Јацкаја                                                          | 10 км слободно   | 27:16,3                                 | +2:17,9   | 40 / 78 (78)           |
| Оксана Јацкаја                                                          | 15 км потера     | 42:53,0                                 | +2:54,9   | 33 / 62 (68)           |
| Оксана Јацкаја                                                          | 30 км класично   | 1:34:11,0                               | +3:37,3   | 19 / 48 (55)           |
| Јелена Коломина                                                         | 10 км слободно   | 26:35,6                                 | +1:37,2   | 27 / 78 (78)           |
| Јелена Коломина                                                         | 15 км потера     | 42:48,4                                 | +2:50,3   | 28 / 62 (68)           |
| Јелена Коломина                                                         | 30 км класично   | 1:37:53.0                               | +7:19.3   | 34 / 48 (55)           |
| Светлана Малахова-Шишкина                                               | 10 км слободно   | 25:53,9                                 | +55,5     | 10 / 78 (78)           |
| Светлана Малахова-Шишкина                                               | 15 км потера     | 42:27,1                                 | +2:29,0   | 25 / 62 (68)           |
| Светлана Малахова-Шишкина                                               | 30 км класично   | 1:41:01.6                               | +10:27.9  | 43 / 48 (55)           |
| Марина Матросова                                                        | 15 км потера     | 44:36.2                                 | +4:38.1   | 48 / 78 (78)           |
| Марина Матросова                                                        | 30 км класично   | 1:38:00,6                               | +7:26,9   | 35 / 48 (55)           |
| Татјана Рошина                                                          | 10 км слободно   | 27:06,6                                 | +2:08,2   | 36 / 78 (78)           |
| Јелена Коломина Оксана Јацкаја Татјана Рошина Светлана Малахова-Шишкина | штафета 4 x 5 км | 58:23,3 15:29,1 15:25,7 13:47,7 13:40,8 | +3:03,8   | 9 / 15 (16)            |

| Такмичари                       | Дисциплина    | Квалификације | Квалификације | Четвртфинале      | Четвртфинале      | Полуфинале        | Полуфинале        | Финале            | Финале            |
| Такмичари                       | Дисциплина    | Резултат      | Пласман/учес. | Резултат          | Пласман/учес      | Резултат          | Пласман/учес.     | Резултат          | Пласман/учес.     |
| ------------------------------- | ------------- | ------------- | ------------- | ----------------- | ----------------- | ----------------- | ----------------- | ----------------- | ----------------- |
| Оксана Јацкаја                  | спринт        | 3:51,27       | 32            | Није се пласирала | Није се пласирала | Није се пласирала | Није се пласирала | Није се пласирала | 32 / (54)         |
| Јелена Коломина                 | спринт        | 3:52,12       | 36            | Није се пласирала | Није се пласирала | Није се пласирала | Није се пласирала | Није се пласирала | 36 / (54)         |
| Јелена Антонова                 | спринт        | 4:01,35       | 45            | Није се пласирала | Није се пласирала | Није се пласирала | Није се пласирала | Није се пласирала | 45 / (54)         |
| Марина Матросова                | спринт        | 4:03,14       | 48            | Није се пласирала | Није се пласирала | Није се пласирала | Није се пласирала | Није се пласирала | 48 / (54)         |
| Оксана Јацкаја Јелена Коло0мина | спринт екипно |               |               |                   |                   | 19:33,6           | 6                 | Нису се пласирале | Нису се пласирале |

### Мушкарци
| Такмичар                                                             | Дисциплина        | Резултат                                  | Резултат  | Резултат               |
| Такмичар                                                             | Дисциплина        | Време                                     | Заостатак | Пласман /учес. (укуп.) |
| -------------------------------------------------------------------- | ----------------- | ----------------------------------------- | --------- | ---------------------- |
| Николај Чеботко                                                      | 15 км слободно    | 35:34,1                                   | +1:57,8   | 38 / 95 (96)           |
| Сергеј Черепанов                                                     | 15 км слободно    | 35:50,8                                   | +2:14,6   | 47 / 95 (96)           |
| Сергеј Черепанов                                                     | 30 км потера      | 1:23:43,7                                 | +8:32,3   | 49 / 56 (64)           |
| Алексеј Полтаранин                                                   | 15 км слободно    | 34:50,5                                   | +1:14,2   | 14 / 95 (96)           |
| Алексеј Полтаранин                                                   | 50 км класично    | 2:09:29,6                                 | +3:54,1   | 27 / 48 (55)           |
| Јевгениј Величко                                                     | 15 км слободно    | 36:33.0                                   | +2:56.7   | 56 / 95 (96)           |
| Јевгениј Величко                                                     | 30 км потера      | 1:18:00,2                                 | +2:48,8   | 28 / 56 (64)           |
| Јевгениј Величко                                                     | 50 км класично    | 2:13:01,5                                 | +7:26,0   | 39 / 48 (55)           |
| Сергеј Черепанов Алексеј Полтаранин Јевгениј Величко Николај Чеботко | штафета 4 x 10 км | 1:49:49,1 28:36,1 27:45,2 26:38,3 26:49,5 | +4:43,7   | 11 / 14 (14)           |

| Такмичари                          | Дисциплина    | Квалификације | Квалификације | Четвртфинале     | Четвртфинале     | Полуфинале       | Полуфинале       | Финале           | Финале        |
| Такмичари                          | Дисциплина    | Резултат      | Пласман/учес. | Резултат         | Пласман/учес     | Резултат         | Пласман/учес.    | Резултат         | Пласман/учес. |
| ---------------------------------- | ------------- | ------------- | ------------- | ---------------- | ---------------- | ---------------- | ---------------- | ---------------- | ------------- |
| Николај Чеботко                    | спринт        | 3:37,84       | 8 / 62 КВ     | 3:38,6           | 3 ЧФ 5 / 6       | Није се пласирао | Није се пласирао | Није се пласирао | 19 / 62       |
| Сергеј Черепанов                   | спринт        | 3:48,29       | 48            | Није се пласирао | Није се пласирао | Није се пласирао | Није се пласирао | Није се пласирао | 48 / 62       |
| Јевгениј Кошевој                   | спринт        | 3:49,51       | 52            | Није се пласирао | Није се пласирао | Није се пласирао | Није се пласирао | Није се пласирао | 52 / 62       |
| Алексеј Полтаранин                 | спринт        | 3:38,68       | 15 / 62 КВ    | 3:34,7           | 2 ЧФ 3 / 6 КВ    | 3:35,6           | 4 ПФ 1/6 КВ      | 3:54,4           | 5 / 6 (62)    |
| Николај Чеботко Алексеј Полтаранин | спринт екипно |               |               |                  |                  | 18:45,3 кв       | 5 ПФ 2/ 10       | 19:07,5          | 5 / 10 (22)   |

## Слободно скијање
Скокови
| Такмичарка       | Дисциплина | Квалификације | Квалификације | Квалификације | Квалификације | Финале            | Финале            | Финале            | Пласман /учес. (укуп.) |
| Такмичарка       | Дисциплина | 1. скок       | 2. скок       | Укупно        | Пласман       | 1. скок           | 2. скок           | Укупно            | Пласман /учес. (укуп.) |
| ---------------- | ---------- | ------------- | ------------- | ------------- | ------------- | ----------------- | ----------------- | ----------------- | ---------------------- |
| Жибек Арапбајева | Скокови    | 48,89 (23)    | 38,09 (23)    | 86,98         | 23            | Није се пласирала | Није се пласирала | Није се пласирала | 23 / 23 (23)           |

Могул
| Такмичар         | Дисциплина      | Квалификације | Квалификације | Финале            | Финале                 |
| Такмичар         | Дисциплина      | Поени         | Пласман       | Поени             | Пласман /учес. (укуп.) |
| ---------------- | --------------- | ------------- | ------------- | ----------------- | ---------------------- |
| Јулија Галишева  | Могул, жене     | 21,51         | 16 КВ         | 22,17             | 11 / 20 (27)           |
| Јулија Родионова | Могул, жене     | 20,73         | 22            | Није се пласирала | Није се пласирала      |
| Дарја Рибалова   | Могул, жене     | 21,31         | 17 КВ         | 20,85             | 14 / 20 (27)           |
| Дмитриј Бармашов | Могул, мушкарци | 11,56         | 29            | Није се пласирао  | 29 / 30 (30)           |
| Dmitry Reiherd   | Могул, мушкарци | 24,26         | 9 КВ          | 19,23             | 18 / 20 (30)           |

## Уметничко клизање
| Клизач/ица         | Дисциплина | Обавезни састав | Обавезни састав | Кратки програм | Кратки програм | Слободни састав  | Слободни састав  | Укупно           | Укупно       |
| Клизач/ица         | Дисциплина | Оцене           | Пласман         | Оцене          | Пласман        | Оцене            | Пласман          | Оцене            | Пласман      |
| ------------------ | ---------- | --------------- | --------------- | -------------- | -------------- | ---------------- | ---------------- | ---------------- | ------------ |
| Денис Тен          | Мушкарци   |                 |                 | 76,24          | 10             | 135,01           | 14               | 211,25           | 11 / 30 (30) |
| Абзал Рахимгалијев | Мушкарци   |                 |                 | 55,88          | 26             | Није се пласирао | Није се пласирао | Није се пласирао | 26 (30)      |

## Статистика
- Укупно учесника: 37 (21 мушкарац 16 жена)
- Укупно спортова: 8 (44 дисциплине)
- Најмлађи учесник: Денис Тен, 16 година и 249 дана уметничко клизање
- Најстарији учесник: Јелена Антонова, 38 година и 303 дана скијашко трчање
- Освојено медаља: 1 (сребрна)
- Најуспешнији такмичар: Јелена Хрусталева, сребрна медаља у биатлону
- Укупни пласман: 25. место од 82 земље учеснице.